# Gran Premi dels Estats Units del 2006
Resultats del Gran Premi dels Estats Units de Fórmula 1 de la temporada 2006, disputat al circuit de Indianàpolis el 2 de juliol del 2006.

## Resultats de la cursa
| Pos | No | Pilot                | Equip                 | Voltes | Temps/ Retir.  | Pos. de sort. | Punts |
| --- | -- | -------------------- | --------------------- | ------ | -------------- | ------------- | ----- |
| 1   | 5  | Michael Schumacher   | Ferrari               | 73     | 1h 34' 35. 199 | 1             | 10    |
| 2   | 6  | Felipe Massa         | Ferrari               | 73     | + 7.984 s      | 2             | 8     |
| 3   | 2  | Giancarlo Fisichella | Renault               | 73     | + 16.595 s     | 3             | 6     |
| 4   | 8  | Jarno Trulli         | Toyota                | 73     | + 23.604 s     | 22            | 5     |
| 5   | 1  | Fernando Alonso      | Renault               | 73     | + 28.410 s     | 5             | 4     |
| 6   | 11 | Rubens Barrichello   | Honda                 | 73     | + 36.513 s     | 4             | 3     |
| 7   | 14 | David Coulthard      | Red Bull - Ferrari    | 72     | + 1 Volta      | 17            | 2     |
| 8   | 20 | Vitantonio Liuzzi    | Toro Rosso - Cosworth | 72     | + 1 Volta      | 21            | 1     |
| 9   | 10 | Nico Rosberg         | Williams - Cosworth   | 72     | + 1 Volta      | 22            |       |
| Ret | 7  | Ralf Schumacher      | Toyota                | 62     | + 11 Voltes    | 8             |       |
| Ret | 19 | Christijan Albers    | MF1 - Toyota          | 37     | Transmissió    | 14            |       |
| Ret | 17 | Jacques Villeneuve   | Sauber - BMW          | 23     | Motor          | 6             |       |
| Ret | 18 | Tiago Monteiro       | MF1 - Toyota          | 9      | Accident       | 15            |       |
| Ret | 22 | Takuma Sato          | Super Aguri - Honda   | 6      | Accident       | 18            |       |
| Ret | 12 | Jenson Button        | Honda                 | 3      | Accident       | 7             |       |
| Ret | 3  | Kimi Räikkönen       | McLaren - Mercedes    | 0      | Accident       | 9             |       |
| Ret | 16 | Nick Heidfeld        | Sauber - BMW          | 0      | Accident       | 10            |       |
| Ret | 4  | Juan Pablo Montoya   | McLaren - Mercedes    | 0      | Accident       | 11            |       |
| Ret | 9  | Mark Webber          | Williams - Cosworth   | 0      | Accident       | 12            |       |
| Ret | 21 | Scott Speed          | Toro Rosso - Cosworth | 0      | Accident       | 13            |       |
| Ret | 15 | Christian Klien      | Red Bull - Ferrari    | 0      | Accident       | 16            |       |
| Ret | 23 | Franck Montagny      | Super Aguri - Honda   | 0      | Accident       | 20            |       |

## Altres
- Volta ràpida: Michael Schumacher 1' 12. 719
- Pole: Michael Schumacher 1' 11. 588